# آذر کیوان
آذر کیوان (زادهٔ ۹۱۴ خورشیدی/۹۴۲ قمری در فارس - درگذشتهٔ ۹۹۷ خ. /۱۰۲۷ ق. در هند) اندیشمند و  موبدی زردشتی بود که در شیراز زندگی می‌کرد و در اوایل سده ۱۱ قمری با تعدادی از یارانش در زمان اکبر شاه هندی به هندوستان رفت. دلیل رفتن آذر کیوان به هند را سیاست دینی اکبر شاه و کوشش‌های او برای تفاهم فکری و دینی او می‌دانند. در کتاب دبستان مذاهب دربارهٔ صفات اخلاقی او آمده که مردی منزوی و کم‌سخن بود، به ریاضت و قناعت زندگی می‌کرد و گوشت نمی‌خورد. با زبان‌های اوستایی، پهلوی، فارسی، ترکی، هندی، و عربی به خوبی آشنا بود. او در سال ۹۹۷ خورشیدی در شهر پَتنه درگذشت.
آذرکیوان بنیان‌گذار آیینی نوین موسوم به آذرکیوانیان یا دساتیریان است که حقیقت همهٔ ادیان را یکی می‌دانستند و زبانی ساختگی به نام زبان دساتیری ساخته‌اند.
آیینی که بنیان گذاشت آمیزه‌ای از عقاید زرتشت، اسلامی، هندویی، یهودی، مسیحی، مانویت و مزدکی بود.

## آثار آذر کیوانیان
آذرکیوان با عقاید و آرای فلسفی زمان خود آشنا بود و منظومهٔ مکاشفات از آثار اوست که در کتاب جام کیخسرو از آثار این آیین باقی مانده‌ است. به نوشتهٔ شارستان چهارچمن، کتاب‌های آیینهٔ اسکندر، تخت طاقدیس و پرتو فرهنگ از دیگر آثار آذر کیوان است. برخی از آثار به‌جاماندهٔ این دین عبارت است از: دساتیر، شارستان چهارچمن، جام کیخسرو، زردست افشار، زنده رود، دبستان مذاهب و فرازستان.
آذرکیوان کتاب دساتیر را به پیغمبر گمنامی از ایران باستان به نام ساسان پنجم، که خود را از اعقاب او می‌داند، نسبت می‌دهد و مدعی می‌شود که یک نسخهٔ منحصر به فرد کتاب به او ارث رسیده‌ است. این کتاب که به زبان خاص و مهجوری نگارش شده، شامل شانزده فصل یا «نامه» است که آذرکیوان خود ترجمهٔ فارسی شانزده فصل را همراه با تغییرات و توضیحات با عنوان نیمهٔ دوم کتاب بر آن افزوده‌ است. بنابر ادعای نویسنده، این کتاب در باب پیامبران نخستین ایران است که همراه وقایع تاریخی که هیچ سابقهٔ تاریخی یا اساطیری ندارند، آن‌ها را سرهم‌بندی کرده و به تاریخ سنتی ایران افزوده‌ است. چنین به نظر می‌رسد که این مطالب حوزهٔ اساطیر تازه ابداع شده‌ای باشند که به عهد اساطیری در تاریخ سنتی ایران افزوده شده‌اند. با آن که نویسنده مدعی است که این ترجمه را ساسان پنجم فراهم کرده‌.است، نثر آن کاملاً متأثر از نثر سده یازدهم فارسی در هند است که با واژگان هندی و سانسکریت آمیخته شده‌ است.
هانری کربن فرانسوی که به حکمت اشراق و شیخ اشراق ارادت بسیار دارد، بنیانگذار مکتب اشراق را زرتشتی می‌داند و بر آن است که آذرکیوان هم از نظر واژگان و هم از نظر مفاهیم و روش‌شناسی زیر نفوذ کامل مکتب شیخ شهاب‌الدین سهروردی بوده و آثار آذرکیوان را پاسخی زرتشتی به شیخ اشراق می‌داند.